# 대한민국 형사소송법 제138조
대한민국 형사소송법 제138조는 준용규정에 대한 형사소송법의 조문이다.

## 조문
제138조(준용규정) 제119조, 제120조, 제123조와 제127조의 규정은 전조의 규정에 의한 검사, 사법경찰관리, 법원사무관등의 수색에 준용한다.  <개정 2007.6.1.>

第138條(準用規定) 第119條, 第120條, 第123條와 第127條의 規定은 前條의 規定에 依한 檢事, 司法警察官吏, 법원사무관등의 搜索에 準用한다.  <개정 2007.6.1.>

## 참고 문헌
- 손동권 신이철, 새로운 형사소송법(초판, 2013), 세창, 2013. ISBN 9788984114081

## 같이 보기
- 압수